# Samsung Galaxy TxT
De Samsung Galaxy TxT is een touchscreentelefoon met een fysiek toetsenbord. De telefoon maakt gebruik van besturingssysteem Google Android. De relatief goedkope telefoon is uitgegeven in 2011. De Galaxy TxT bevat wifi en wordt standaard uitgerust met Facebook- en YouTube-apps. De mobiele telefoon bevat ook een gps-functie en de kaartenfunctie Google Maps.

## Eigenschappen

### Camera
- 3,0 megapixels
- Digitale zoom (x2)
- Shot-modus: normaal / timer / nacht / landschap
- Foto-effecten: zwart & wit / sepia
- Witbalans

### Accu
- Capaciteit: 1200 mAh
- Spreektijd: maximaal 370 minuten
- Standby: maximaal 500 uur